# HR 8799 d
HR 8799 d é um planeta extrassolar que orbita a estrela HR 8799, localizada a aproximadamente 129 anos-luz da Terra na constelação de Pegasus. Tem uma massa entre 5 e 10 massas de Júpiter e um raio de 20 a 30% maior que o de Júpiter. Orbita HR 8799 a uma distância de 24 UA com uma excentricidade orbital maior que 0,04 e um período orbital de 100 anos. É o planeta mais interno conhecido do sistema HR 8799. Foi descoberto junto com os planetas b e c do sistema em 13 de novembro de 2008 por Marois et al., usando os observatórios Keck e Gemini observatories no Havaí. Esses planetas foram descobertos com imagens diretas.